# 木蘭影片
木蘭影片（韓語：목란 비데오）為一家朝鮮公司，成立於1992年12月。它擁有朝鮮國內錄像作品的版權，並負責製作和銷售該版權作品的影音製品。截至2012年，平壤市有超過50個木蘭影片銷售據點，負責供應朝鮮新錄製的DVD和CD。

## 簡介
木蘭影片成立於1992年12月，在金日成的組織下，該公司負責製作該國所有媒體內容，其中最受歡迎的是音樂和電影等風景藝術作品。2000年代，推出了針對兒童和青少年的外語、教育DVD和包含國家最新經濟技術成就的媒體。2006年5月，在金正日的領導下，一家新的DVD工廠開業，從原材料投入到注塑、冷卻、電鍍、檢驗、印刷的整個過程都實現了無人化。
最常見的發行媒體是朝鮮國內的媒體內容。但是，也可以找到其他國家製作的內容，最常見的是中國、俄羅斯、德國、保加利亞、羅馬尼亞和古巴製作的內容，但也可以找到來自其他國家/地區（包括美國和英國）的內容。